# 九龍表行

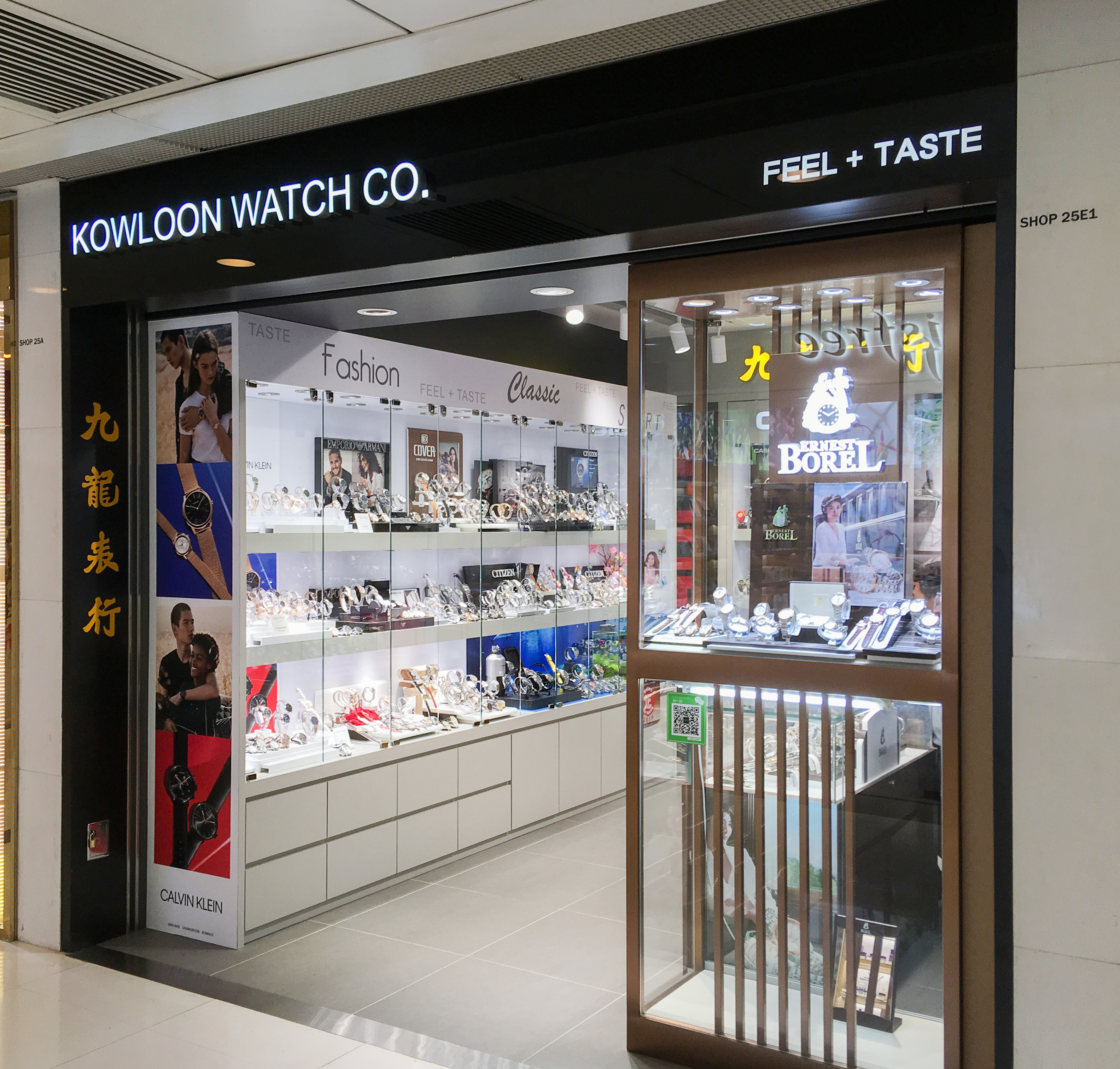
九龍表行在沙田廣場分店

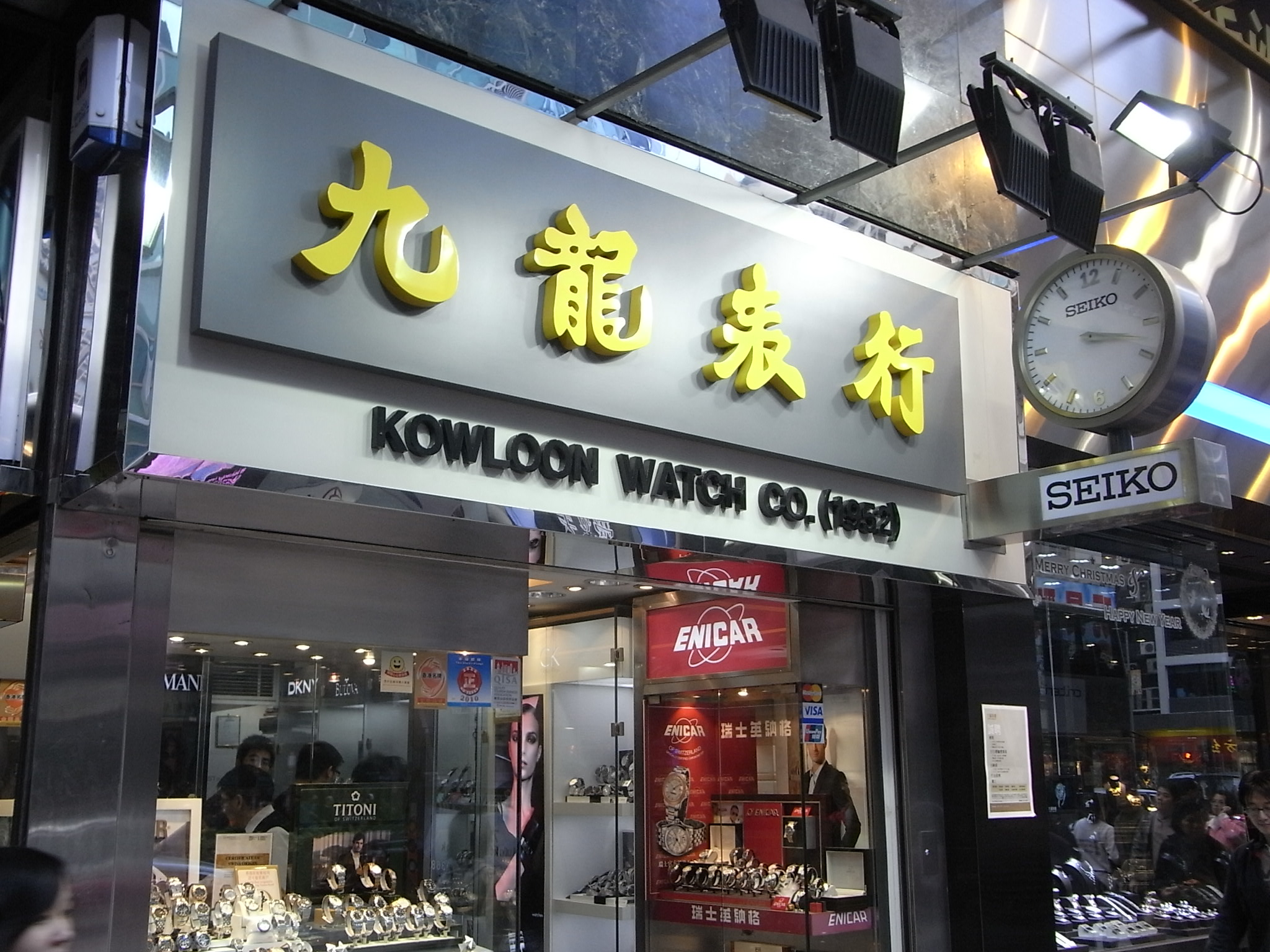
九龍表行在信和中心分店

九龍表行，是香港一家老字號的鐘錶行，始於1952年，當年已經在戲院內賣廣告：「記得，有得食，冇得食，都要買番個滴滴。」

## 歷史
九龍表行由1960年代開始從瑞士引進先進電子測錶科技及以機械式抹油，此舉令九龍表行手錶修理服務方面的形象更為專業和可靠。踏入1970年代，收音機成為香港普羅大眾的娛樂媒體。九龍表行便率先於電台推出宣傳廣告，「早晨老友記」，便是第一次與俞琤攜手合作，許多香港人都必須倚靠這個節目和九龍表行的叫醒服務才能準時起床上班；及後1980年代末的「馬路天使」，九龍表行更一身兼演數角，扮演為廣大市民報時及報道交通情況的角色。
1978年，九龍表行25週年紀念，出現全港首見排隊爭相選購手錶的人龍，為了答謝顧客對九龍表行的愛戴，九龍表行與商台合辦「葉德嫻的第一次」個人演唱會，反應亦是非常熱烈。1980年代，九龍表行成為鐘錶界首家進行全面電腦化的鐘錶零售店。
另外，九龍表行亦開始發展鐘錶連鎖店。不過到2016年起，因租金高昂和認為零售市道正面臨重大挑戰，集團一年內連關5間分店，規模大縮逾四成。餘下的2間門市位於旺角和沙田，辦事處位於新蒲崗大有街34號新科技廣場22樓19室。
九龍表行曾經贊助：
- 《葉德嫻的第一次》個人演唱會
- 俞琤主持的《早晨老友記》
- 商台的《馬路天使》

## 外部連線
- 九龍表行官方網址